# Генрік Лек
Генрік Лек (швед. Henrik Leek; нар. 15 березня 1990, Гернесанд, Швеція) — шведський керлінгіст, олімпійський медаліст, чемпіон світу, чотириразовий чемпіон  Європи.

## Кар'єра
Срібну олімпійську медаль Лек виборов на зимових Олімпійських іграх 2018 року у Пхьончхані, граючи змінним у команді Нікласа Едіна. 